# First Yaya
First Yaya es una serie de televisión filipina producida y emitida por GMA Network desde el 15 de marzo de 2021 hasta el 2 de julio de 2021. Está protagonizada por Sanya López y Gabby Concepción.

## Elenco

### Personajes principales
- Sanya López como Melody Reyes[1]
- Gabby Concepción[2] como Glenn Francisco Acosta

### Personajes secundarios
- Pancho Magno como Conrado "Conrad" Enríquez[3][4]
- Cassy Legaspi[5] como Nina Acosta
- Joaquín Domagoso[6] como Jonas Ricafrente
- Sandy Andolong[7] como Edna Reyes
- Gardo Versoza[8] como Luis Prado
- Maxine Medina como Lorraine Prado[9]
- Boboy Garovillo[10] como Florencio Reyes
- Pilar Pilapil[11] como Blesilda "Blessie" Acosta
- Kakai Bautista como Pepita
- Cai Cortez como Norma
- Analyn Barro como Gemmalyn Rose "Gemrose" Reyes
- Thou Reyes[4] como Yessey Reyes
- Patricia Coma[4] como Nicole Acosta
- Clarence Delgado[4][12] como Nathaniel "Nathan" Acosta
- Thia Thomalla[8] como Valerie "Val" Cañete
- Jon Lucas[8] como Titus de Villa
- Glenda García[13] as Marni Tupaz
- Anjo Damiles como Jasper García
- Kiel Rodríguez como Paul Labrador
- Jerick Dolormente como Lloyd Reyes
- Hailey Mendes como Charlie